# Bolberry
Bolberry – osada w Anglii w hrabstwie Devon.
Miejscowość jest wspomniana w Domesday Book pod nazwami Boltesberie, Boltesberia, Boteberie oraz Botestesberia.